# Dennstaedtia novoguineensis
Dennstaedtia novoguineensis là một loài dương xỉ trong họ Dennstaedtiaceae. Loài này được Alston mô tả khoa học đầu tiên năm 1939.
Danh pháp khoa học của loài này chưa được làm sáng tỏ. 